# Villa Max (Ammerland)

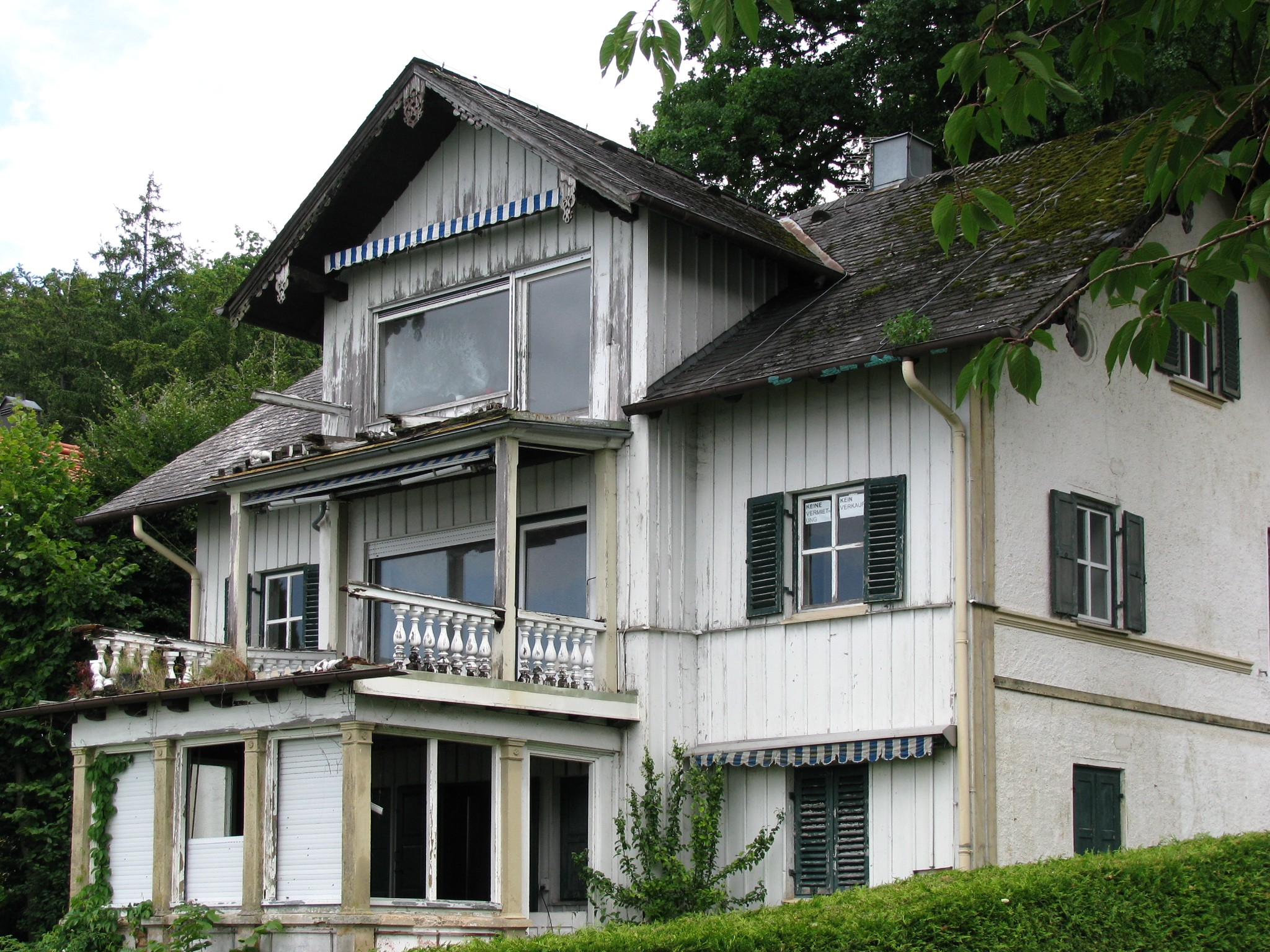
Villa Max in Ammerland

Die sogenannte Villa Max in Ammerland, einem Gemeindeteil von Münsing im oberbayerischen Landkreis Bad Tölz-Wolfratshausen, wurde 1868 als Landhaus errichtet und 1875 von Gabriel von Max gekauft. Der Künstler nutzte das Haus bis 1890, dem Jahr seiner Scheidung, als Sommerfrische, dann zog er nach Ambach, wo er mit seiner zweiten Frau in einer weiteren Villa Max lebte. Die Villa mit der Adresse Südliche Seestraße 29 ist ein geschütztes Baudenkmal.

## Beschreibung
Der zweigeschossige teilverschalte Flachsatteldachbau in historisierenden Formen mit Giebelrisalit besitzt Balusterbalkone und Putzgliederung. 1875 erwarb Gabriel von Max das Gebäude von der Krämer’schen Kreditkasse in Uffenheim und ließ es 1876/77 durch ein dreistöckiges Treppenhaus an der Ostseite erweitern. An der Westseite ließ er einen vorgezogenen Balkon mit darunter liegender Laube anlegen. Gegenüber der neuen Eingangstür ließ er ein kleines Gartenhaus errichten. Später folgte ein Gästehaus an der Nordseite der Villa, sodass ein Ensemble mit kleinem Hof entstand. Anfang der 1970er Jahre wurde das Landhaus modernisiert und durch Umbauten in drei Eigentumswohnungen umgewandelt. 1980 wurde der Nordteil des Grundstücks mit dem Gästehaus verkauft, das bald darauf abgerissen und durch einen Neubau in nur drei Meter Abstand ersetzt wurde. Laut Erinnerungen von Colombo Max, einem der Söhne, arbeitete sein Vater nie, wenn die Familie im Sommerhaus in Ammerland war. Das erklärt, warum Gabriel von Max kein Atelier im Haus einrichtete.

## Geplanter Abriss
In den Jahren 1995/96 kaufte eine Münchner Familie die Villa, die in drei Eigentumswohnungen unterteilt war, nach und nach auf. Wegen des schlechten Zustands blieb das Gebäude ungenutzt. Den Abrissplänen der Besitzerin wurde im Jahr 2013 eine juristische Anordnung der Instandsetzung entgegengesetzt. Der Internationale Rat für Denkmalpflege ICOMOS, ein Teil der UNESCO, protestierte gegen den drohenden Abriss. Im Rahmen des „Tages des verrotteten Denkmals“ wurde vor dem Gebäude protestiert, da angeblich Dach und Dachrinne undicht seien, was sich jedoch später als falsch herausstellte. Vor Gericht wurde die Behauptung, dass die Besitzer die Villa unter Missachtung des Denkmalschutzes verfallen lassen, als falsch nachgewiesen. Das Gebäude wird regelmäßig durch den Kreisbaumeister überprüft. Verschiedene Gutachter stellten unterdessen fest, dass der beim Bau verwendete Mörtel keiner größeren Belastung standhalte und dass ein längerer Aufenthalt im Haus wegen Giftstoffen in der Raumluft wie krebserregende Asbestfasern, polyaromatische Kohlenwasserstoffe und Benzo(a)pyren sowie Blei in hohen Konzentrationen nicht anzuraten sei.